# Fällforssjön (Vännäs socken, Västerbotten)
Fällforssjön är en sjö i Vännäs kommun i Västerbotten och ingår i Umeälvens huvudavrinningsområde. Sjön har en area på 0,03 kvadratkilometer och ligger 140 meter över havet.

## Delavrinningsområde
Fällforssjön ingår i det delavrinningsområde (710431-168242) som SMHI kallar för Mynnar i Hasabäcken. Medelhöjden är 196 meter över havet och ytan är 10,39 kvadratkilometer. Det finns inga avrinningsområden uppströms utan avrinningsområdet är högsta punkten. Vattendraget som avvattnar avrinningsområdet har biflödesordning 4, vilket innebär att vattnet flödar genom totalt 4 vattendrag innan det når havet efter 62 kilometer. Avrinningsområdet består mestadels av skog (86 procent). Avrinningsområdet har 0,03 kvadratkilometer vattenytor vilket ger det en sjöprocent på 0,3 procent.